# A máltai lovagrend Magyarországon
A Máltai Lovagrend történelmi, 900 éves katolikus szervezet. Teljes neve: Szuverén Jeruzsálemi, Rodoszi és Máltai Szent János Katonai és Ispotályosi Rend. Mottója: Tuitio Fidei et Obsequium Pauperum (A hit védelme és a rászorulók szolgálata).
Magyarországon a rend a tizenharmadik század óta jelen van. A középkorban jelentős szerepe volt az ország és a kereszténység védelmében – Szent János Rend, Ispotályos Rend vagy "jánoslovagok" néven. A török időkben magyarországi működése teljesen lehanyatlott. Mindig voltak ugyan magyar lovagok, de a 16. és 19. század közt ezek a lovagrend német, illetve osztrák tartományához tartoztak. Trianon után átcsoportosultak az újonnan megalakult Magyar Máltai Lovagok Szövetségébe. 1945-ben a Szövetséget Magyarországon beszüntették, így a – nagy számban Nyugatra menekült – lovagok 1953-ban újraszervezték római székhellyel. Az 1980-as évek második felétől kezdve már nyílt, jelentős együttműködés volt a magyar egyházzal, 1989-ben megalakult a Magyar Máltai Szeretetszolgálat, 1990 óta a rend nagyköveti szinten tart fenn diplomáciai kapcsolatot a magyar állammal. A Szövetség 1996-ban tette vissza hivatalosan székhelyét Budapestre.
A katolikus egyház közép-konzervatív irányzatával azonosul, a mindenkori pápa felé feltétlen hűséggel.

## A rend történelme Magyarországon

### A kezdetektől Mohácsig

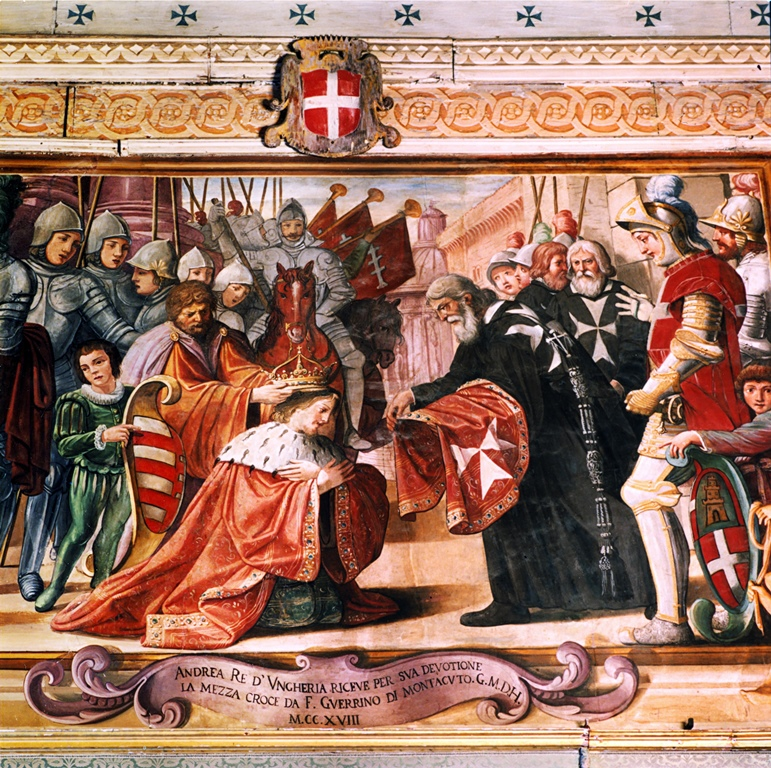
II. Andrást fölveszik az ispotályos rendbe 1218-ban – falfestmény a nagymesteri palotában, Valletta, Málta

A rend magyarországi történetét abban a vonatkozásban kell megérteni, hogy egyrészt határterülete volt a kereszténységnek, másrészt a Szentföldi szárazföldi útvonalon volt. Így viszonylag sokkal kevesebb lovagot küldött a Szentföldre, mint más európai területek, hanem itthon tartotta ereje nagy hányadát, hogy az átutazók gondját viselje, azokat védje, és a helyi pogány veszélyek ellen hadakozzon. Ugyanakkor birtokai jövedelméből rendszeresen hozzájárult a szentföldi hadviseléshez, és elöljárói részt vettek a Szentföldön, később Rodoszon tartott nagy rendi megbeszélésekben.
Magyarország a 12. század elején kapcsolódott a Szent János Ispotályos Lovagrend történelmébe, néhány évtizeddel a Rend alapítása után, követve a középkori Magyar Királyság elkötelezettségét. Egy Petronilla nevű nemes hölgy 1135-ben Jeruzsálemben magyar ispotályt rendezett be, amelynek adásvételi szerződést a magyarokon kívül Raymond de Puy, a johannita rend nagymestere is aláírta II. András király részt vett a szentföldi zarándoklatban és keresztes hadjáratokban, és a Rend tagja volt, donátusi rangban.

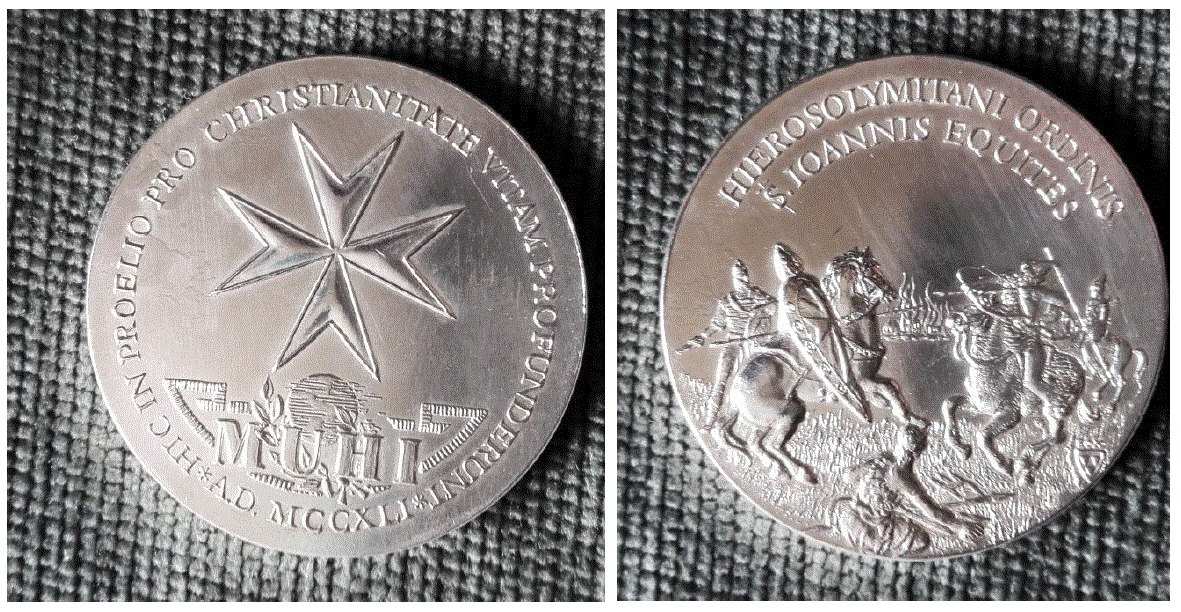
Muhi csatában elesett jánoslovagok emlékérme, 1991

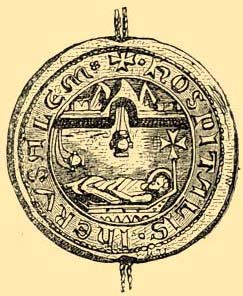
Szent János lovagrend pecsétje, árpádkori Magyarország

A magyar zarándokok szentföldi megjelenésével csaknem egyidőben létesültek hazánkban jánosrendi ispotályok, rendházak és templomok. A johanniták 1138-ban Székesfehérvárott telepedtek le, ahol Martyrius esztergomi érsek 1156-ban rendházat építtetett számukra.11 II. Géza özvegye, Eufrozina pedig több mint ötven birtokot adományozott nekik. A „Jánoslovagok” fontos szerepeket töltöttek be főleg az ország nyugati felén, többek közt rendészeti és közjegyzői feladatokat. A jánoslovagok egyik magyarországi érdekessége, hogy hiteles helyként (királyi közjegyzőként) működtek: például az Aranybulla hét példánya közül egyet ők őriztek.
Helyt álltak az ország védelmében, például a tatárjárás idején, amikor a muhi csatában erősen részt vettek, és a menekülő királyt ők kísérték Dalmáciába. Egy kivétellel: 1247-ben IV. Bélától hűbérbe kapták meg a szörényi bánságot, az Oltig terjedő területeket és Kunország egy részét. A király azt várta, hogy kiváló tapasztalataikat hasznosítva vesznek részt a védelmi rendszer kiépítésében, de ők ezt nem teljesítették, és a területről rövid idő után kivonultak – nem tudni, hogy miért. A 14. század elején Magyarországon már több, mint 30 rendházuk állt; ezek többsége a Dunántúlon és a Drávától délre. vezető rendházaik az esztergomi, a székesfehérvári és a budafelhévízi voltak.
Az Árpád-ház kihalása utáni trónviszályban a rend a pápa instrukcióinak dacára sokáig tartózkodtak az Anjou-ház trónkövetelő igényének elismerésétől (valószínűsíthetően azért, mert rendházaik többsége a más trónkövetelők, illetve a Károly Róberttel nem barátságos kiskirályok (Csák Máté és a Kőszegiek) területein állt. A döntő fordulatot az 1306-os év hozta el, amikor Károly ostrommal visszavette Esztergom várát a Kőszegiektől; ekkor egyértelműen mellé állt az esztergomi rendház, majd példáját követve a többiek is. Károly 1312-es hadjáratán már a „johannitáknak” nevezett lovagok alkották Károly (nem túl nagy) nehézlovasságának gerincét, és bátor helytállásukkal jelentős szerepet játszottak a rozgonyi győzelemben. Luxemburgi Zsigmonddal már kevésbé volt jó a viszonyuk.
Több tucat rendházuk és erődítményük volt, így a cziráki kastély és a Somogy vármegyei Csurgó. A 13. század végén 30 helyen volt rendházuk (lásd külön listát a jegyzetek végén). Székesfehérvár után a feloszlatott templomosoktól átvett Vrána vára lett a a központjuk, és a "vránai perjel" cím megmaradt a 19 századig, bár lényegében csak címzetesen, mint a magyar-szlavóniai lovagok elöljárója.
A 14-ik században a templomosok beolvasztásával a rend igen megerősödött. Magyarországon nem üldözték a templomosokat, hanem a rend feloszlatása után a birtokaik és lovagjaik beolvadtak a jánoslovagok közé.
Az 1400-as években a magyar johannita lovagok kapcsolata a rodoszi központtal legyengült, hozzájárulásaikat se fizették be többé, bár 1364 és 1370 közt egy hadtestük részt vett a rend Rodosz, Ciprus és Alexandria körüli hadjáratában. Anyagi körülményeik egyre gyengültek. Vrána várát eladták Velencének, bár a "Vránai perjel" cím megmaradt. A vránai perjelt gyakorlatilag a magyar király nevezte ki, bár általában a rend jóváhagyta. A rendtagok részt vettek az egyre növekvő oszmán veszély elleni küzdelemben. 

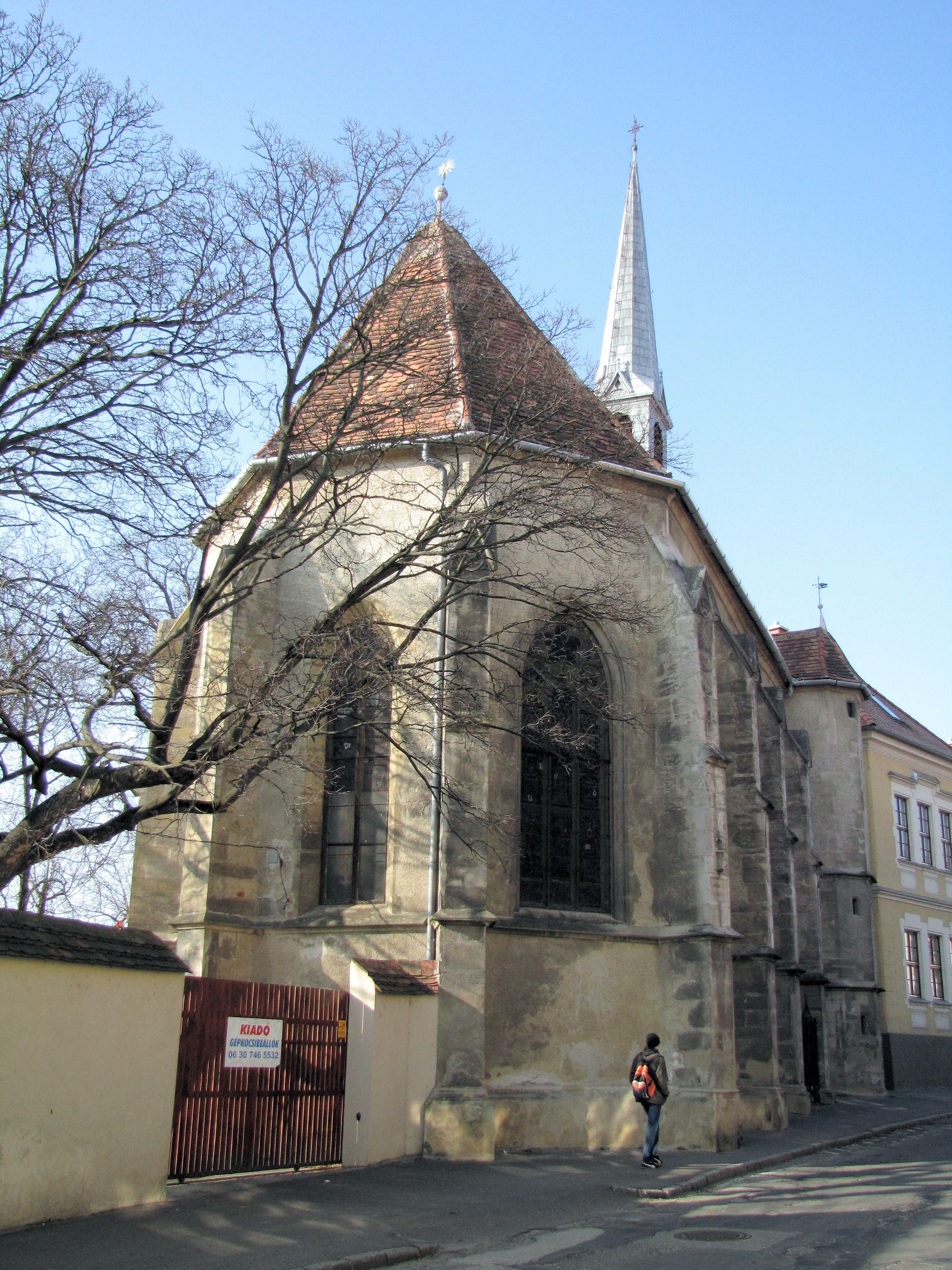
A soproni Szent János-templom az egyetlen jánosrendi épület, ami megmaradt a középkorból.

### Mohácstól Trianonig
Mohács után egymás után elvesztek a dunántúli nagy konventek: Esztergom, Székesfehérvár, a magyarföldi ispotályok. Egy időre a rend magyarországi vezetősége Sopronban talált otthonra, de ez az utolsó johannita rendház is hamar más kézre került. Ezzel a rend magyarországi jelenléte gyakorlatilag megszűnt.
A 17-ik század elején a rend német "langue"-ja magához csatoltatta az addig olasz nyelv alá tartozó magyar nagyperjelséget, amelynek főnöke a császár által kinevezett címzetes vránai perjel volt, kevés kötődéssel a rendhez. A század közepétől a rend tevékenysége Magyarországon megszűnt. A magyar nemzetiségű máltai lovagok az osztrák nagyperjelségbe tartoztak. A 18-ik században voltak ugyan kísérletek a magyar nagyperjelség visszaállítására, de siker nélkül. A 19-ik század közepén a magyar nyelvű rendtagok, akiknek zöme az osztrák nagyperjelséghez tartoztak, érdeklődéssel nézték az Itáliából érkező híreket a rend megújulásáról és a nemzeti szövetségek létesítéséről, de a bécsi udvarral szemben tehetetlenek voltak. Ferenc József császár még 1895-ben kinevezett egy új címzetes vránai perjelt, a zágrábi nagyprépost személyében.

## A Magyar Máltai Lovagok Szövetsége

### Kezdettől 1945-ig
1925-ban diplomáciai kapcsolat létesült a trianoni Magyarország és a rend közt. Gróf Karátsonyi Jenő lett a rend első nagykövete. 1927-ben közel három évszázadnyi szünet után, a rend először ünnepelte hivatalosan a Szent János-napot Magyarországon, a budavári Koronázó Főtemplom újonnan alapított máltai kápolnájában.  

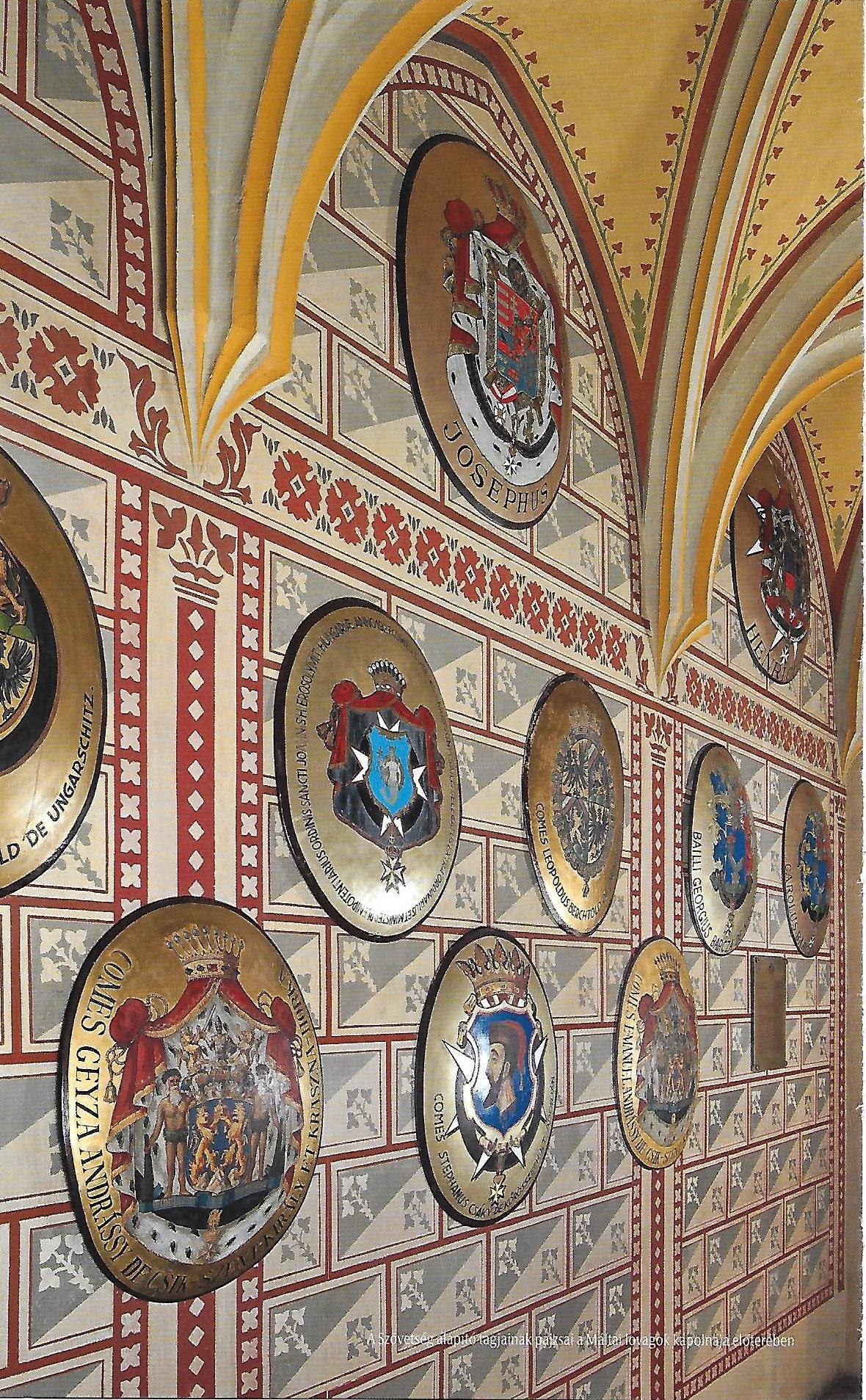
A MMLSZ alapító tagjainak pajzsai a lovagok kápolnája előterében, a budavári Mátyás templomban

1928-ban megalakult a Magyar Máltai Lovagok Szövetsége (MMLSZ), az osztrák nagyperjelségből (és máshonnan is) átminősített negyven taggal. Első elnöke Habsburg József királyi herceg volt. 1932-ben a rend nagymestere először tett hivatalos látogatást magyar földre. 1933-ban a rend megvásárolta a Fortuna utcai székházát Buda várában. 1937-ben a tagok száma már meghaladta a százat. 1938-ban a máltai rend a budavári palotában tartotta a világkongresszusát, a nagymester és több, mint 300 rendtag jelenlétével. Ezzel az alkalommal a Mátyás templom karzati oratóriumában 1927-ben kialakított "Máltai lovagok kápolnájá"-ban kifüggesztették az akkor élő lovagok pajzsait. Ez a szokás a mai napig fennáll, amennyiben minden évben, Halottak Napján, az abban az évben elhunyt lovagok pajzsait elhelyezik, most már az altemplom felé vezető folyosón.
Az 1945 utáni helyzet végzetes volt a MMLSZ-nek. 1945-ben az állam feloszlatta, a Fortuna utcai székházat – mely a háborúban súlyosan megsérült – államosították. A lovagok nagy része Nyugatra menekült, az otthon maradottak semmilyen nyilvános módon nem élhették máltai lovagi mivoltukat.

### Emigrációban: 1953-1996
1953-ban – József főherceg visszavonulásával és az azt követő szövetségi közgyűléssel, amit a Nyugatra került lovagok meg tudtak szervezni – a MMLSZ hivatalosan újjászerveződött római székhellyel. A rend központi kormányzata elismerte a MMLSZ új elnökét és az új szövetségi szabályzatot. Az Egyesült Államokban és Németországban külön delegációk alakultak, a római szövetségi vezetőség felügyelete alatt. Mindenütt nagy hangsúlyt fektettek a magyarországi rászorultak megsegítésére: az 1956-os forradalom menekültjeinek jelentős segélyt nyújtottak, főleg a fiatalok továbbtanulása érdekében; utána nagyszabású "IKKA-csomag" akciók jellemezték éveken keresztül a külföldi magyar lovagok tevékenységét, azon kívül, hogy letelepedési országaikban részt vettek az ottani rendi szervezetek munkájában és rendezvényein. 1966-ban a MMLSZ megalapította a "Lehel Irodalmi Pályadíjat", a külföldi magyar szépirodalom serkentésére. Az emigráció évei alatt Pallavicini Hubert és Kállay Kristóf voltak a MMLSZ meghatározó vezetői.
Az 1980-as évek végén a rend már nyíltabban megjelenhetett Magyarországon. 1988-ban vett részt először a Szent István napi körmenetben, a protestáns magyar johannitákkal együtt. 1987-1988-ban 28 kamion gyógyszer és orvosi felszerelés érkezett, magyar állami és egyházi jóváhagyással, a magyar egészségügy számára a franciaországi és nyugat-németországi magyar rendtagoktól. Ezeknek a szétosztásába belekapcsolódott többek közt Kozma Imre, zugligeti plébános, fiatal önkéntes csapatával. 1988 második felében már Csilla von Boeselager Németországban élő rendtag és Kozma atya lettek ennek az akciónak a vezetői. 1989 februárban bejegyezték a Magyar Máltai Szeretetszolgálatot, amely ettől kezdve a máltai rend magyarországi operatív ága lett.  Az 1989-es német menekültválság, a romániai forradalom, később a jugoszláv háború rendkívüli kihívásoknak tette ki a fiatal szervezetet, amelyeknek sikeresen eleget tett, ezzel kivívva pozícióját és hírnevét, mint nemzetközileg elismert, legnagyobb magyar karitatív intézmény.
1990-ben megalakult az – akkor még római központú – Magyar Máltai Lovagok Szövetségének hazai intézménye, a Magyarországi Delegáció. Számos új rendtagot avattak Magyarországon ezekben az években. 1990-ben a rend fölvette a diplomáciai kapcsolatot a Magyar Köztársasággal, nagyköveti nívón. 1993-ban az egyházi kárpótlás keretében a rend visszakapta a Fortuna utcai rendházat, ahol a nagykövetség is helyet kapott.
1996. január 27-e Magyar Máltai Lovagok Szövetsége székhelye hivatalosan is visszatért Budára.

### A Magyar Máltai Lovagok Szövetsége napjainkban

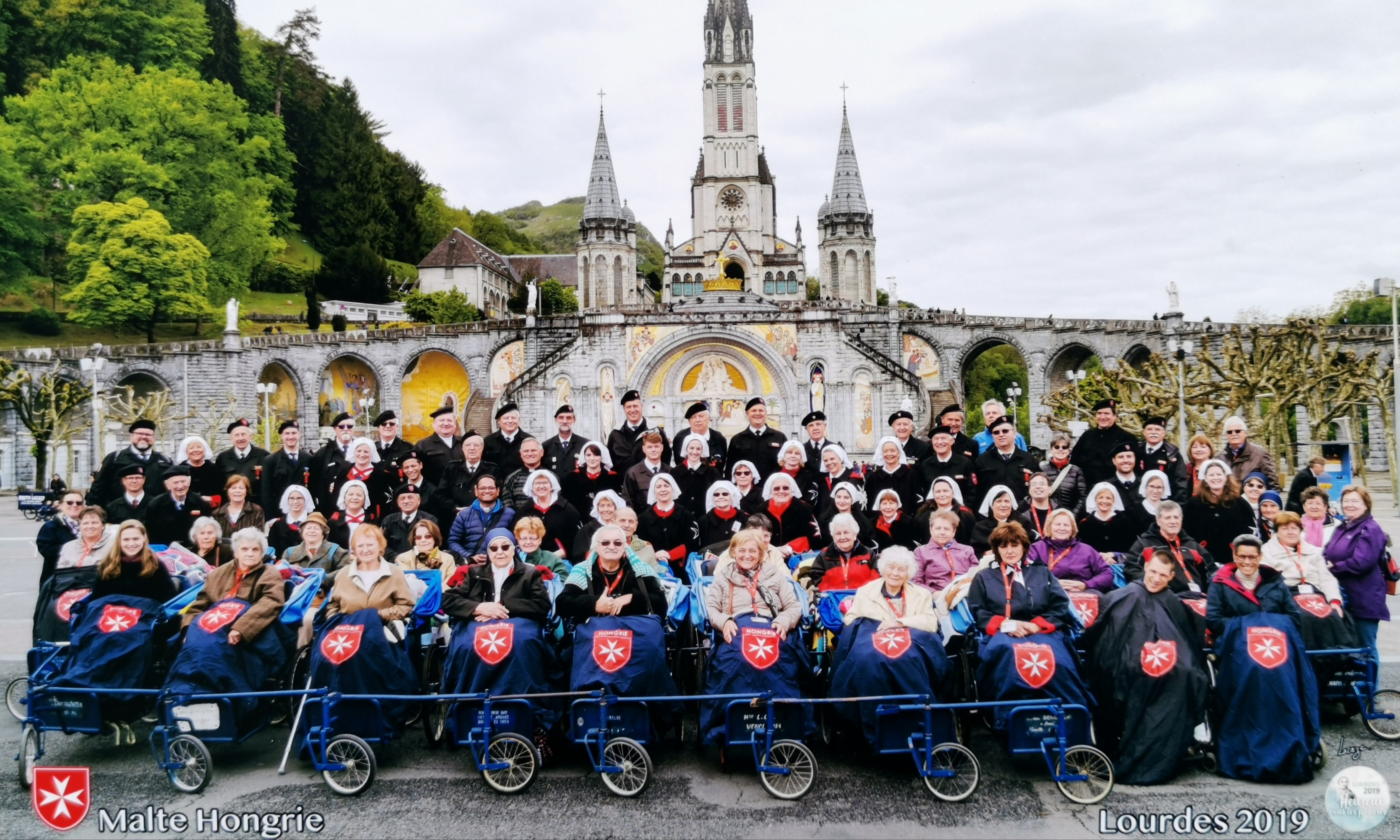
Magyar máltaiak és betegeik Lourdesban, 2019

A szövetségnek 2018 végén 162 tagja volt: 114 lovag, 37 dáma és 11 káplán. Ezekből 65-en éltek nyugati emigrációban. Az észak-amerikai delegáció a tagok elöregedése miatt 2019-ben feloszlott.
2010-ben megállapodás jött létre a magyar kormány és a Szuverén Máltai Lovagrend Magyarországon bejegyzett intézményei (vagyis a Magyar Máltai Lovagok Szövetsége, a Magyar Máltai Szeretetszolgálat és ezekhez tartozó két alapítvány) közt, amelyet a Parlament külön törvényben elismert. A megállapodás elismeri a máltai rend szerepét a szociális, egészségügyi, humanitárius és nemzetközi fejlesztési téren, megadja neki a történelmi egyházakat megillető státuszt, és megadja a magyar állami szervezetekkel való közvetlen együttműködés kereteit. Ez a megállapodás jogi alapot adott a Máltai Rendnek és a Magyar Máltai Szeretetszolgálatnak egyes külföldi szereplésekhez is, így a 2016-ban kötött hivatalos együttműködési megállapodásnak a szerb kormánnyal, és 2018-ban a szíriai humanitárius program.  
A magyar lovagok szorosan együttműködnek a Magyar Katolikus Püspöki Konferenciával és a katolikus sajtóval. A „Máltai Hírek” – a Szövetség és a Szeretetszolgálat közös hivatalos lapja –1997-től jelenik meg negyedévenként.
A máltai rend 900 éves jubileuma alkalmából tartott ünnepélyes szentmisén és pápai audiencián a MMLSZ nagyszámú küldöttséggel vett részt, és a Magyar Máltai Szeretetszolgálat elnöke, Kozma Imre atya, meleg köszöntésben részesült a pápa részéről. Budapesten a jubileum alkalmából emlékülést tartottak a Parlamentben.
A Szövetség karitatív tevékenységét főleg a Szeretetszolgálaton keresztül fejti ki. Ezen kívül rendezi a magyarországi részvételt a Rend nemzetközi zarándoklatain, és segélyakciókat vezet Felvidéken és Kárpátalján, részben a testvéri protestáns Johannita rend magyarországi tagozatával együtt. 2017 óta évente nyilvános tudományos konferenciát rendez Budapesten, keresztény-társadalmi témákról:
- 2017: "Keresztény értékek a Kárpát-Medencében"
- 2018: "Keresztény házasság, család – időt álló értékek”
- 2019: "A keresztény szellemű oktatás, nevelés – időt álló értékek".

## A Magyar Máltai Lovagok Szövetségének elnökei 1928-tól
(A korábbi, történelmi elöljárók és címzetes nagyperjelek listáját lásd itt)
- 1928–1954: Habsburg–Lotaringiai József Ferenc főherceg
- 1954–1968: Pallavicini Hubert
- 1968–1969: Apor Gábor
- 1969–1995: Kállay Kristóf
- 1995–2005:  O’sváth György
- 2006–2015: Kállay Ubul Tamás
- 2016–: Szabadhegÿ Kristóf

## Szent János rendi rendházak az egykori királyi Magyarország területén
- Székesfehérváron (itt volt magyarországi központjuk),
- Esztergomban,
- Csurgón (1217-től),
- Újudvaron (12–13. század),
- Budaszentlőrincen (a Császárfürdő helyén 1187 körül, ahol ízületi bántalmakat is gyógyítottak),
- Szomolyapusztán (a 13. században),
- Tolmácson (1274-es okleveles adat van róla, az ottani johannita templom 1845-ben dőlt össze),
- Szirákon (a 13–14. században),
- Sopronban (13–15. században),
- Bonyhádvarasdon,
- Gyánton (a 13. században, itteni kereszthajós templomuk alapfalait Wosinszky Mór tárta fel),
- Kaposdadán (szintén a 13. században),
- Bőn (a templomosoktól feloszlatásuk után átvett, a 15. századig működhetett),
- Győrben (az itteni rendház 1566-ban égett le),
- Faddon (a 14. század második felében működött rövid ideig),
- Szentlőrincen (a templomosoktól feloszlatásuk után átvett),
- Muraszentmártonban (Sveti Martin na Muri) (a templomosoktól feloszlatásuk után átvett),
- Kesztelc és Aracsa nevű egykori rendházaik is voltak a mai Tolna vármegye területén, ezek pontos helye azonban nem ismert,
- Óbudától északra is volt rendházuk
- a Nyulak szigetének déli részén.

Dráván túliak:
- Béla (Bela) (1304-től),
- Pakrác (Pakrac) (1416-tól),
- Gora (Petrinja) (15. században),
- Vrána (Vrana) (a templomosoktól feloszlatásuk után átvett, egy időben ez volt a magyarországi központi johannita rendház),
- Nekcse (Našice) (a templomosoktól feloszlatásuk után átvett),
- Luba (Ljubač),
- Szentmárton (Božjakovina) (a templomosoktól feloszlatásuk után átvett),
- Dubica (Bosanska Dubica) (Bosznia-Hercegovinában, templomosoktól feloszlatásuk után átvett),
- Csicsán (Čiče),
- Dobsza (Dopsin),
- Mostanica (Moštanica), (Bosznia-Hercegovinában)
- Hresztva (Hresno) (a templomosoktól feloszlatásuk után átvett),
- Szentiván (Ivanec) (a templomosoktól feloszlatásuk után átvett),
- Lesnica (Lešnik) (a templomosoktól feloszlatásuk után átvett)
- Glogovnica.

Erdélyben:
- Torda (13. század vége) A johanniták hazai működésének a török pusztítás vetett véget.